# Gustave Lassalle-Bordes
Pour les articles homonymes, voir Lassalle et Bordes.
Joseph Marie Gustave de Bordes-Lassalle, dit Gustave Lassalle-Bordes, est un peintre français romantique du XIXe siècle, né le 26 janvier 1812 à Juilles et mort à Auch le 17 novembre 1886.

## Biographie
Issu d'une famille de la petite noblesse gasconne, il est fils d'Antoine André de Bordes de Lassalle (1771-1842), gentilhomme vétéran de l'Armée de Condé natif de Condom, un temps maire de Juilles (Gers), et finalement devenu officier dans les chevau-légers de la Garde royale puis dans la Gendarmerie nationale sous Louis XVIII, et de son épouse Rose Thérèse Pétronille Bourdens.
Ses date et lieu de naissance, longtemps demeurés inconnus, ont fait l'objet de nombreuses spéculations dans la littérature spécialisée, le faisant généralement naître en 1814 ou 1815 à Auch. Plus prudent, l'historien Jacques Lapart rappelle quant à lui qu'aucun acte d'état-civil ne vient étayer cette hypothèse pourtant relayée en cascade, et envisage même que le peintre ait pu voir le jour autre part dans le Gers.
Mais un écrit de Gustave Lassalle-Bordes, publié dans le tome II des Lettres de Eugène Delacroix (1880), éclaire cette question sous un jour nouveau, tout en expliquant les distorsions de son patronyme :
« Mon nom de famille est de Bordes-Lassalle. L'inversion de mon nom eut lieu par hasard, quand j'envoyai mes premiers tableaux au Salon de 1835 ; on les inscrivit sous le nom de Lassalle-Bordes ; et depuis, comme je ne voyais pas qu'une particule pût me donner plus de mérite, et flatté d'avoir été admis au Salon jeune et sans appui, je signai Lassalle-Bordes. »
Et lorsqu'il s'agit de fournir plus de détails sur sa vie, l'artiste se contente de renvoyer les lecteurs quelques lignes plus loin à l'entrée qui lui est consacrée dans la Biographie nationale des contemporains, parue en 1878, sous la mention vedette éloquente : « LASSALLE-BORDES (Gustave-Joseph-Marie), né près d'Auch, le 26 janvier 1815. » Données que confirme presque intégralement l'état-civil de Juilles – commune voisine d'Auch dont son père sera maire –, où l'on retrouve enregistré l'acte de naissance d'un certain Joseph Marie Gustave Bordes, né le 26 janvier... 1812 !

### Formation à Paris
Il monte à Paris à 17 ans pour y étudier la peinture et plus particulièrement la peinture d’histoire. Il est l'élève de Paul Delaroche et le collaborateur de Charles-Philippe Larivière, peintre d’histoire. Puis il travaille avec Jules-Claude Ziegler sur la réalisation des peintures de la coupole de l’église de la Madeleine, à Paris. Collaborateur, il va ainsi apprendre « à peindre dans la manière de ».
Il commence à exposer aux Salons officiels en 1835 où il expose deux tableaux qui sont remarqués par la critique. En 1837, l’État lui commande un tableau représentant « Le Christ apaisant la tempête ». Il est présenté au Salon de 1837 et retient l'attention de Delacroix

### Principal collaborateur de Delacroix

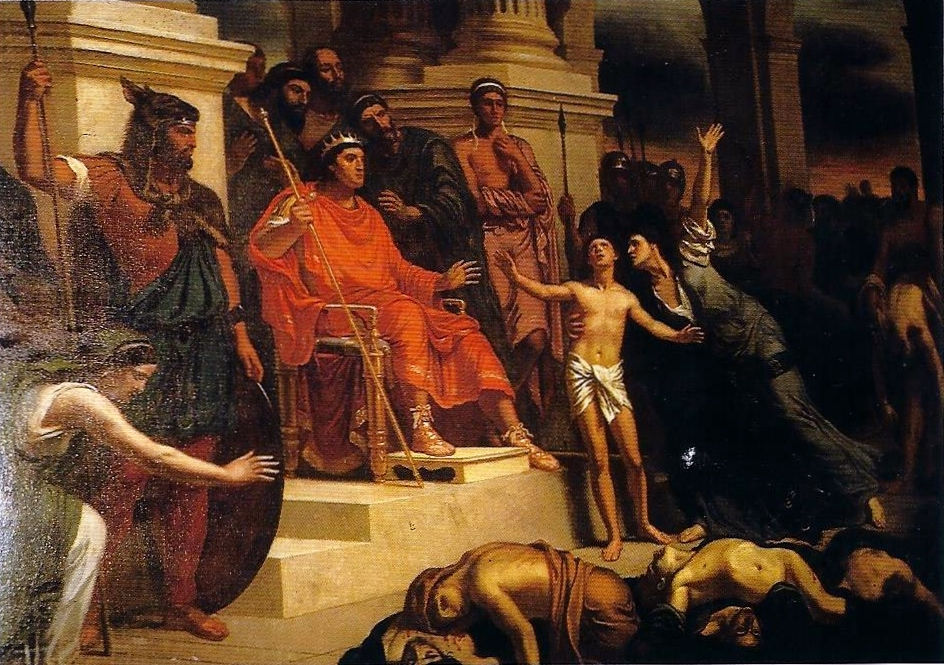
Gustave Lassalle-Bordes : Les sept Maccabées (église Saint-Raymond d'Audierne).

En 1838, il entre dans l’atelier de Delacroix, rue Neuve-Guillemin, où il est massier, c'est-à-dire le responsable, jusqu'en 1846, et son principal assistant. Il aide Delacroix à la réalisation des peintures murales de la bibliothèque de l'Assemblée nationale et celle du Sénat.
Mais en 1848, ses relations avec le maître s’altèrent. Il a témoigné auprès de Philippe Burty de sa collaboration avec Delacroix, parlant de la technique du maître, mais avec l’esprit aigri de celui qui a travaillé dans l’ombre.
Au Salon de 1850, Lassale-Bordes présente le tableau intitulé Le Martyre des sept frères Macchabées, ou La Mort des Macchabées. Il est acheté par l’État. Il est conservé dans l’église Saint-Raymond d’Audierne.
Un désaccord va se produire avec Delacroix au sujet des peintures murales de l'église Saint-Sulpice de Paris. Delacroix a décidé de prendre comme aide Pierre Andrieu en mai 1850. Delacroix explique dans une lettre de février 1850 que ce remplacement a été causé par une indisposition de Lassale-Bordes.
Il s'est brouillé avec Delacroix en 1851. Il l'a accusé d’avoir empêché le préfet de la Seine, Georges Eugène Haussmann, de lui confier la décoration du sanctuaire de l’église de Belleville et des travaux importants dans le Conseil d’État.

### Retour dans le Gers
Ulcéré, il quitte Delacroix pour rentrer dans sa province natale et s'installe définitivement à Auch en 1853. Il est alors un peintre reconnu grâce à sa collaboration avec Delacroix, à ses médailles obtenues aux Salons et des critiques élogieuses, en particulier celle de Charles Baudelaire au Salon de 1846, pour la mort de Cléopâtre.
Jusqu’à sa mort, Lassalle-Bordes a vécu à Auch de sa peinture et de son emploi de professeur de dessin dans les écoles communales.
Il se voit attribuer de nombreuses commandes pour les églises et les châteaux de la région. En 1854, il fut ainsi chargé de la décoration de l’église Saint-Nicolas de Nérac. Le curé Joseph-Emmanuel de Vivie se plaint de la difficulté de collaborer avec lui. En 1870, il a reçu la commande de la décoration de trois chapelles de la cathédrale Saint-Pierre de Condom.
Il participe aussi aux expositions régionales. En 1862, il expose un Chien épagneul rapporteur et un Trophée de chasse. En 1863, il présente une Nature morte aux fruits et au gibier exposée aujourd'hui au musée de l'Armagnac, à Condom.
Le marquis de Pins lui confie en 1865 la décoration du château de Montbrun, à Cologne, avec une série de toiles représentant Apollon, Aurore, Cérès, etc.
Il s'est lancé dans une série de portraits de personnages illustres qui devaient décorer les Salles des illustres des hôtels de ville d'Auch, de Lectoure ou de Condom. Il réalise huit tableaux pour la salle des Illustres de l'hôtel de ville d'Auch qui est inaugurée en 1868.
En 1872, il est nommé professeur de dessin au lycée d'Auch.